# Uit elkaar (film)
Uit elkaar is een Nederlandse speelfilm uit 1979. De film kwam door de eigen financiering tot stand en kostte (omgerekend) circa 675.000 euro. Er kwamen ongeveer 375.000 personen kijken. Het lied met gelijke titel werd een bescheiden hit. De film was in mei 1980 te zien tijdens een filmfestival in Seattle onder de titel Splitting up (Engels werd ondertiteld). In 1981 was hij te zien in Los Angeles tijdens een filmfestival aldaar.

## Synopsis
De film gaat over een succesvol artiest Vincent (gespeeld door Herman van Veen) die door het succes zijn huwelijk met Linda (gespeeld door Monique van de Ven) ziet stranden. Dat gebeurt mede doordat Vincent een relatie aan gaat met Evelien (gespeeld door Marlous Fluitsma). Andere belangrijke gebeurtenis is het dodelijke verkeersongeluk van zoon Erik.

## Rolverdeling
| Acteur             | Personage  |
| ------------------ | ---------- |
| Marjon Brandsma    | Fotografe  |
| Joop Doderer       | Zakenman   |
| Marlous Fluitsma   | Evelien    |
| Marja Koppejan     | Scriptgirl |
| Lou Landré         | Olaf       |
| Guido de Moor      | Journalist |
| Frits de Rek       | Erik       |
| Monique van de Ven | Linda      |
| Herman van Veen    | Vincent    |

Marlous Fluitsma was de toenmalige vrouw van Herman van Veen.